# Tanjung Kukuh
Tanjung Kukuh is een bestuurslaag in het regentschap Ogan Komering Ulu van de provincie Zuid-Sumatra, Indonesië. Tanjung Kukuh telt 1678 inwoners (volkstelling 2010).